# 菓子製造技能士
菓子製造技能士（かしせいぞうぎのうし）とは、国家資格である技能検定制度の一種で、都道府県知事（問題作成等は中央職業能力開発協会、試験の実施等は都道府県職業能力開発協会）が実施する、菓子製造に関する学科及び実技試験に合格した者をいう。
なお職業能力開発促進法により、菓子製造技能士資格を持っていないものが菓子製造技能士と称することは禁じられている。
1級合格者は職業訓練指導員 (パン・菓子科)の実技試験と学科試験の関連学科が免除され、2級合格者は実技試験が免除される。その他、製菓衛生師試験の試験科目の内、「製菓理論」と「実技」が免除される。

## 区分
菓子製造の中で洋菓子製造作業、和菓子製造作業に分かれる。

## 級別
菓子製造の中で洋菓子製造作業、和菓子製造作業ともに1級、2級の別がある。

## 実技作業試験内容

### 菓子製造(洋菓子製造作業)
- 1級：ボンボン･ショコラ２種の製造及びデコレーションケーキの仕上げを行う。試験時間＝3時間15分。
- 2級：ビスキュイ･ア･ラ･キュイエールの製造・3種の絞り及びデコレーションケーキの仕上げを行う。試験時間＝2時間45分

### 菓子製造(和菓子製造作業)
- 1級：淡紅ぼかしじょうよまんじゅうの製造、練り切り製品(はさみ菊)の製造、羊かんの紋様埋め込み加工及び扇形羊かんの包丁仕上げを行う。試験時間＝3時間30分
- 2級：田舎まんじゅうの製造、練り切り製品(なでしこ)の製造及びどら焼きの皮の製造を行う。試験時間＝1時間45分